# Olav Aukrust
Olav Aukrust (n. 21 ianuarie 1883 - d. 3 noiembrie 1929) a fost un poet și profesor norvegian.
Este unchiul scriitorului și artistului plastic Kjell Aukrust.

## Opera
- 1916: Semnalul cerului  ("Himmelvarden")
- 1930: Răsărit de soare ("Solrenning")